# Nova vas (gmina Preddvor)
Nova vas – wieś w Słowenii, w gminie Preddvor. W 2018 roku liczyła 130 mieszkańców.